# Осовецкая Буда
Осовецкая Буда (бел. Асавецкая Буда) — деревня в Мозырском районе Гомельской области Беларуси. Входит в состав Осовецкого сельсовета.

## География
Расположена в лесистой местности в 33 км к западу от Мозыря, в 160 км от Гомеля.

## Транспортная сеть
На время дачного сезона действует автобусный маршрут Мозырь — Осовецкая Буда по пятницам и воскресениям.

## История
По письменным источникам известна с XVIII века как деревня во владении иезуитов, затем казны, с 1777 года — виленского епископа Игнатия Масальского. После 2-го раздела Речи Посполитой (1793 год) в составе Российской империи. В 1891-1916 г.г. — хутор в составе имения Осовец графа Тышкевича. Согласно переписи 1897 года в Слобода-Скрыгаловской волости Мозырского уезда Минской губернии. В 1931 году жители вступили в колхоз. Во время Великой Отечественной войны в июле 1943 года нацисты полностью сожгли деревню и убили 9 жителей. 14 жителей погибли на фронте. Согласно переписи 1959 года в составе совхоза «Осовец» (центр — деревня Осовец).

## Население
- 1795 год — 6 дворов
- 1834 год — 13 дворов
- 1897 год — 83 жителя (согласно переписи)
- 1908 год — 21 двор, 142 жителя
- 1925 год — 26 дворов
- 1940 год — 31 двор, 133 жителя
- 1959 год — 141 житель (согласно переписи)
- 2004 год — 9 хозяйств, 18 жителей
- 2015 год — 3 хозяйства, 6 жителей

## Известные уроженцы
- Аристарх (Станкевич) — православный архиепископ Гомельский и Жлобинский.